# Mszyca porzeczkowo-czyściecowa
Mszyca porzeczkowo-czyściecowa (Cryptomyzus ribis) – mszyca z rodziny mszycowatych. W Polsce gatunek pospolity, o dużym znaczeniu w rolnictwie, jest bowiem groźnym szkodnikiem porzeczki.

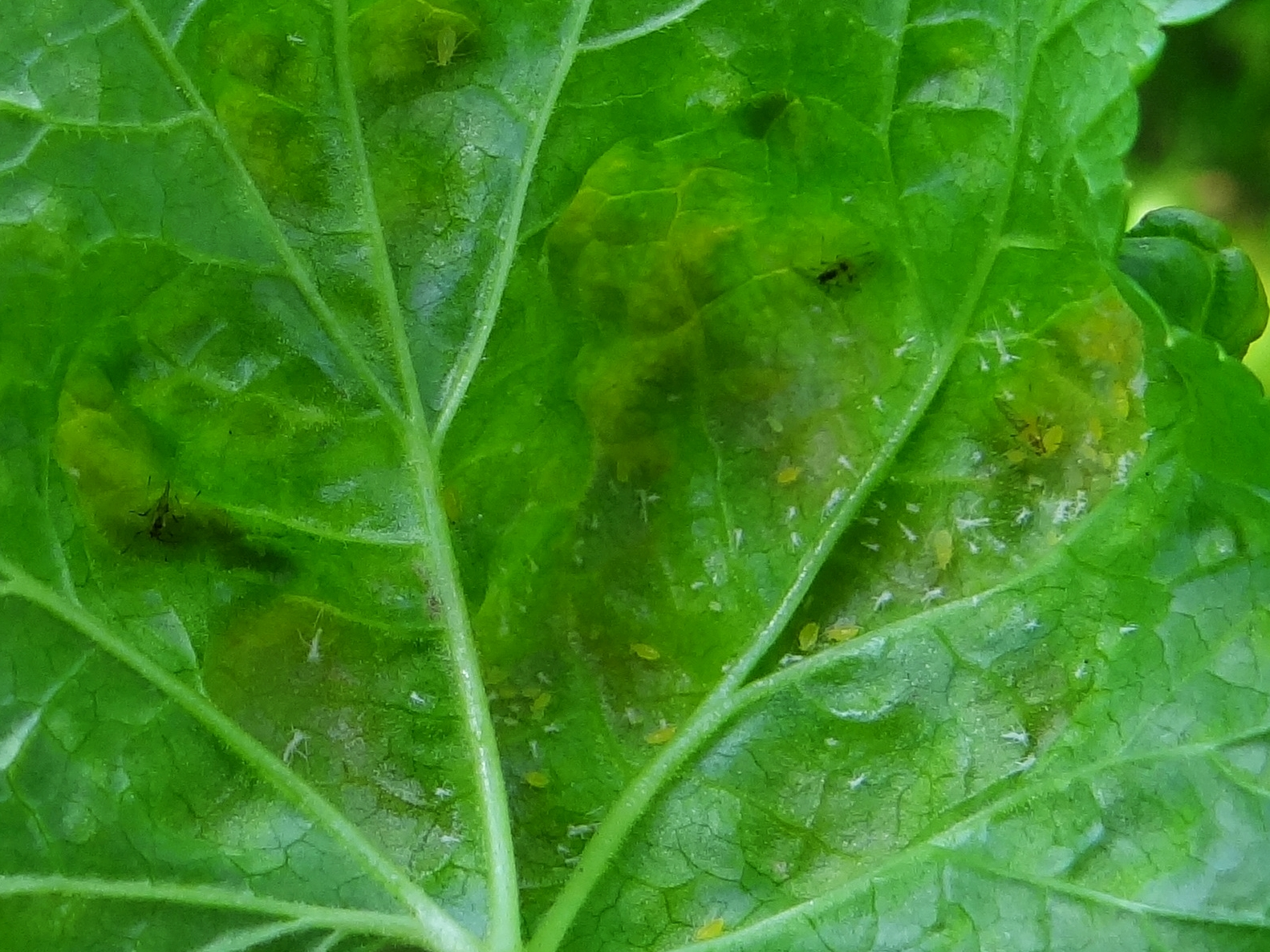
Mszyce na dolnej stronie liścia porzeczki

## Budowa ciała i rozwój
Jest pasożytem dwudomowym, to znaczy, że jego cykl życiowy odbywa się na dwóch żywicielach. Żywicielem pierwszego pokolenia są różne gatunki porzeczek (Ribes), wtórnego niektóre gatunki roślin z rodziny jasnotowatych: jasnota biała (Lamium album), czyściec polny (Stachys arvensis), czyściec błotny (Stachys palustris), czyściec leśny (Stachys sylvatica).
Postać dorosła ma ciało o barwie od żółtozielonej do cytrynowozielonej i długość do 2 mm. Na ciele liczne syfony o długości do 0,4 mm. Składa czarne, owalne jaja na porzeczkach. Wylęgające się z nich larwy charakteryzują się dużą ruchliwością i szybko rozchodzą się po liściach. Mszyce w pierwszym pokoleniu są bezskrzydłe i rozmnażają się przez dzieworództwo. W czerwcu i lipcu pojawia się drugie pokolenie mszyc uskrzydlonych, które przenoszą się na rośliny jasnotowate i na nich żerują, wytwarzając kolejne 5-7 pokoleń. Jesienią uskrzydlone mszyce znów przelatują na porzeczki i składają jaja u podstawy pąków, lub w spękaniach kory. Dorosłe postacie przed zimą giną, zimują ich jaja.

## Objawy i szkodliwość
ObjawyMszyce żerują głównie na dolnej stronie liści wysysając z nich soki. Powoduje to deformacje i zmiany zabarwienia. Liście stają się wypukłe, pofałdowane, młode na górnej powierzchni zmieniają barwę na żółtozieloną, starsze na wiśniowoczerwoną. Na dolnej stronie liści widoczne są drobne mszyce.
SzkodliwośćGatunek o bardzo dużej szkodliwości. W wyniku jego żerowania na liściach porzeczki ulega zahamowaniu wzrost pędów i liści, następuje spadek plonu owoców. Mszyce te są szkodliwe jeszcze z tego powodu, że przenoszą bardzo groźne wirusowe choroby porzeczki.

## Ochrona
Oprysk insektycydami zalecanymi w aktualnym programie ochrony porzeczki. M.in. jest to Fastac 100 EC, Karate Zeon 050 CS, Calypso 480 SC. Przy stosowaniu preparatów kontaktowych ważne jest, by dokładnie opryskać miejsca żerowania mszyc, czyli dolną stronę liści.